# Погореловская (Вельский район)
Погореловская — деревня в Вельском районе Архангельской области. Входит в состав Муниципального образования «Усть-Вельское».

## География
Деревня расположена в южной части Архангельской области, в таёжной зоне, в пределах северной части Русской равнины, в 6 километрах на юго-запад от города Вельска, на левом берегу реки Пежмы, притока Ваги. Ближайшие населённые пункты: на западе деревня Колтовская, на юге, на противоположенном берегу реки, деревня Шиловская. В непосредственной близости от деревни проходит автомобильная дорога федерального значения М8 «Холмогоры».
Часовой пояс
Погореловская, как и вся Архангельская область, находится в часовой зоне МСК (московское время). Смещение применяемого времени относительно UTC составляет +3:00.

## Население
| 2002 | 2010 | 2012 | 2014 |
| ---- | ---- | ---- | ---- |
| 49   | ↘46  | ↗67  | ↘63  |

## История
Указана в «Списке населённых мест по сведениям 1859 года» в составе Вельского уезда(1-го стана) Вологодской губернии под номером «1834» как «Погорѣловское(Губино)». Насчитывала 4 двора, 16 жителей мужского пола и 18 женского.
В материалах оценочно-статистического исследования земель Вельского уезда упомянуто, что в 1900 году в административном отношении деревня входила в состав Заручевского сельского общества Никифоровской волости. На момент переписи в селении Погорѣловское(Губино) находилось 11 хозяйств, в которых проживало 29 жителей мужского пола и 34 женского.